# Resolució 2062 del Consell de Seguretat de les Nacions Unides
La Resolució 2062 del Consell de Seguretat de les Nacions Unides fou adoptada per unanimitat el 26 de juliol de 2012. Recordant les resolucions anteriors sobre Costa d'Ivori, el Consell va ampliar el mandat de l'Operació de les Nacions Unides a Costa d'Ivori (UNOCI) i de les forces de suport franceses per un any fins al 31 de juliol de 2013. D'altra banda, la UNOCI havia estat reduïda en un batalló, de manera que el component militar actual consistia en 8.645 soldats i 192 observadors, i el de policia es mantenia en 1.555 soldats i vuit oficials de duanes.

## Detalls
El Consell observa que havia millorat l'estabilitat a Costa d'Ivori i a Abidjan i dona la benvinguda a les iniciatives del president Alassane Ouattara per assolir l'estabilitat, la reconciliació i la recuperació econòmica del país. Considera positivament el retorn de la majoria dels refugiats i que la reunió d'una nova Assemblea Nacional el 25 de juliol era un pas important en la restauració de l'ordre constitucional i de la democratització.
El Consell considera encara un greu problema el desarmament, la desmobilització i la reintegració de les milícies i la reforma de l'exèrcit i la policia, així com la circulació d'armes. Alhora insta al govern ivorià a posar en mans de la justícia als violadors dels drets humans. La Cort Penal Internacional havia començat a investigar crims de guerra i crims contra la humanitat comesos a Costa d'Ivori el 28 de novembre de 2010.